# Seznam písní Michala Dočolomanského
Seznam písní Michala Dočolomanského uvádí přehled písní, jejichž interpretem tento herec byl.

## Seznam
poz. - píseň - duet s - (autor hudby / autor textu)

(h:/t:) - doposud nezjištěný autor hudby nebo textu
- (na doplnění)

## A
- Anička, dušička (Anička, dušička, pre živého boha) – (Katarzyna Gärtnerová / Ernest Bryll) – z muzikálu Na skle maľované

## H
- Hala, hala (Gala,gala) – Eva Kostolányiová a Michal Dočolomanský – (V.Čaklec / Kamil Peteraj)
- Haló, tam – Eva Kostolányiová a Michal Dočolomanský
- Haló, tam – Lýdia Volejníčková a Michal Dočolomanský

## Ch
- Chalupárium – (Juraj Velčovský ml. / Martin Sarvaš)

## K
- Kniha starých mám – (h: /t: )
- Kvety – (Ali Brezovský / Július Lenko)

## L
- Ľúbim ťa (L'été indien) – (Stuart Ward, Vito Pallavicini, Toto Cutugno, Pasquale Losito [1] / Ľuboš Zeman)

## M
- Macko Uško – (Piotr Hertel / Janusz Galewicz)

## O
- Otec – Michal Dočolomanský a Marta Prilinská – (František Hergott / František Hergott)

## P
- Posolstvo lásky – (Ali Brezovský/Vlasta Brezovská)
- Posolstvo lásky – Michal Dočolomanský a Janko Pallo – (Ali Brezovský / Vlasta Brezovská)
- Pozri, mám už svoje roky – (h: /t: )
- Priateľstvo – Michal Dočolomanský a Ján Hruška – (Jaroslav Hruška / Mária Hrušková a Ján Hruška)

## R
- Rozprávková krajina – (h: /t: )

## S
- Sen o Vianociach – (Irvin Berlin / Vlasta Brezovská)
- Slovenka – Michal Dočolomanský a Bezinky – (Vieroslav Matušík / Ján Turan)
- Smoliar – Eva Kostolányiová a Michal Dočolomanský – (h: /t: )
- Smoliar – Lýdia Volejníčková a Michal Dočolomanský – (h: /t: )

## V
- V záhrade lásky – (h: /t: )
- Vianoce na lodi – Michal Dočolomanský a Kamila Magálová – (h: /t: )
- Vianočná pieseň – Michal Dočolomanský a detský pěvecký rozhlasový sbor – (Ali Brezovský / Oto Katuša)
- Vianočná pieseň – Michal Dočolomanský a Janko Pallo – (Ali Brezovský / Oto Katuša a Vlasta Brezovská)
- Všetkým dievčatám (Všetkým dievčatám, ktoré som ľúbil) – Michal Dočolomanský a Peter Stašák – (Albert Hammond / Štefan Anderko)

## Z
- Za ránky, za rosy – (Katarzyna Gärtnerová / Ernest Bryll) – z muzikálu Na skle maľované
- Zbohom buď, lipová lyžka – (Katarzyna Gärtnerová / Ernest Bryll) – z muzikálu Na skle maľované
- Zima na saniach – (Pavol Zelenay / Tomáš Janovic)
- Zimné páranie – (h: /t: )